# Salice (Reggio Calabria)
Salìce (anticamente Salìce Calabro) è un quartiere di Reggio Calabria. Insieme ai quartieri Catona, Rosalì e Villa San Giuseppe fa parte dell'VIII circoscrizione comunale.
Il territorio, dalla forma piano collinare, si estende lungo il fianco del Torrente Catona dall'altitudine di circa 35 metri s.l.m. fino ai 160 metri dell'altopiano di Arghillà.

## Storia
Probabilmente avamposto militare già in epoca romana, crebbe in importanza nel tardo medioevo quando le continue incursioni saracene spinsero le popolazioni delle zone costiere sottostanti a migrare verso i più sicuri paesi collinari.
Dopo la conquista napoleonica e il riassetto ordinato dai francesi, l'abitato di Salìce fu aggregato dapprima a Catona, e in seguito inserito nel circondario di Villa San Giovanni.
Ritornato sotto la dominazione borbonica, nel 1816 fu aggregato a Fiumara di Muro e nel 1849 divenne comune autonomo.
Dopo essere stato gravemente colpito dal Terremoto del 1908, nel 1927 Salìce cessò di essere comune autonomo e fu aggregato alla "Grande Reggio", come frazione di Catona.

## Toponomastica
Riguardo all'etimologia del nome "Salìce" esistono due diverse interpretazioni: 
1. la prima che ipotizza, in epoca remota, la presenza in zona di molti alberi di salice.
2. l'altra fa risalire il nome al termine greco "Salikion", ossia "sala", indicando con tale termine dei piccoli avamposti di avvistamento posti nei pressi di fortezze militari.

A supporto di quest'ultima ipotesi vi sono testimonianze storiche della presenza in epoca romana di fortificazioni nei pressi di Salice Calabro: la fortezza Galliana (odierna Calanna), ed il castro romano de la Ruula, (odierna Arghillà).